# هوندا سي دي 200 رودماستر
هوندا سي دي 200 رودماستر(بالإنجليزية: Honda CD200 RoadMaster)‏ هي دراجة نارية من تصنيع هوندا.الوزن جاف 250كليو جرام رطب 265كيلو جرام
السرعه القصوي 260كم/س 200cc 2سلندر